# Pirâmide da Lua
A Pirâmide da Lua é uma pirâmide na cidade de Teotihuacan. Menor que a Pirâmide do Sol, os seus vértices encontram-se à mesma cota, pois está construída em terreno mais elevado. Tem uma altura de 45 m. Junto a esta pirâmide foi encontrada uma estátua chamada deusa da Agricultura, que os arqueólogos acreditam ser da época Tolteca primitiva. Esta pirâmide situa-se bastante perto da Pirâmide do Sol, fechando o lado norte do recinto da cidade. Desde a sua esplanada inicia-se o percurso pelo eixo principal, a Calçada dos Mortos.
É a segunda maior pirâmide da atual San Juan Teotihuacán, no México, depois da Pirâmide do Sol. Ela está localizada na parte ocidental da antiga cidade de Teotihuacan e imita os contornos da montanha Cerro Gordo, ao norte do local. Alguns o chamam de Tenan, que em Nahuatl significa "mãe ou pedra protetora". A Pirâmide da Lua cobre uma estrutura mais antiga que a Pirâmide do Sol. A estrutura existia antes de 200 a.C.
A construção da pirâmide entre 200 e 250 a.C. completou a simetria bilateral do complexo do templo. Um declive em frente da escadaria dá acesso à Avenida dos Mortos, uma plataforma no topo da pirâmide foi usada para conduzir cerimônias em honra da Grande Deusa de Teotihuacan, a deusa da água, fertilidade, a terra e até a própria criação. Esta plataforma e a escultura encontradas no fundo da pirâmide são dedicadas à Grande Deusa.
Em frente ao altar da Grande Deusa está a Praça da Lua. A praça contém um altar central e uma construção original com divisões internas, consistindo de quatro corpos retangulares e diagonais que formaram o que é conhecido como a "Cruz de Teotihuacan".